# 供应链协会
供应链协会（Supply-Chain Council ，SCC）SCC是全球性的、成员单位联合的非牟利组织，为所有的企业和组织提供供应链改造的支持。成立于1996年，是由两个咨询公司---Pittiglio Rabin Todd & McGraph ( PRTM ) 和 Advanced Manufacturing Research (AMR)牵头成立的供应链协会。
现在供应链协会共有800多个成员组织，其中
实际从业者占             40%
技术能力供应商占         25%
咨询人员占               20%
行业协会，大学，政府机构 15%